# Брадфордсвил (Кентаки)
Брадфордсвил (енгл. Bradfordsville) град је у америчкој савезној држави Кентаки.

## Демографија
По попису из 2010. године број становника је 294, што је 10 (-3,3%) становника мање него 2000. године.
| Група             | 2000.       | 2010.       |
| Белци             | 295 (97,0%) | 290 (98,6%) |
| Афроамериканци    | 0 (0,0%)    | 2 (0,7%)    |
| Азијати           | 0 (0,0%)    | 0 (0,0%)    |
| Хиспаноамериканци | 4 (1,3%)    | 2 (0,7%)    |
| Укупно            | 304         | 294         |